# Lista över fornlämningar i Ulricehamns kommun (Hällstad)
Lista över fornlämningar i Ulricehamns kommun (Hällstad) är en förteckning av ett urval av de fornlämningar som finns i Hällstad i Ulricehamns kommun.
| Namn                            | Lämningstyp                 | Tillkomsttid | Historisk indelning     | Plats | Läge                 | ID-nr          | Bild                                 |
| ------------------------------- | --------------------------- | ------------ | ----------------------- | ----- | -------------------- | -------------- | ------------------------------------ |
| Hällstad 1:1                    | Hällristning                |              | Hällstad, Västergötland |       | 57.894681, 13.287612 | 10169800010001 | Ladda upp en bild av detta fornminne |
| Hällstad 2:1                    | Hällristning                |              | Hällstad, Västergötland |       | 57.892474, 13.301681 | 10169800020001 | Ladda upp en bild av detta fornminne |
| Hällstad 3:1                    | Stensättning                |              | Hällstad, Västergötland |       | 57.882623, 13.299105 | 10169800030001 | Ladda upp en bild av detta fornminne |
| Hällstad 11:1                   | Hög                         |              | Hällstad, Västergötland |       | 57.879421, 13.295263 | 10169800110001 | Ladda upp en bild av detta fornminne |
| Hällstad 15:1                   | Hög                         |              | Hällstad, Västergötland |       | 57.878699, 13.297806 | 10169800150001 | Ladda upp en bild av detta fornminne |
| Hällstad 16:1                   | Runristning                 |              | Hällstad, Västergötland |       | 57.876918, 13.296315 | 10169800160001 | Ladda upp en bild av detta fornminne |
| Hällstad 18:3                   | Stenkrets                   |              | Hällstad, Västergötland |       | 57.872404, 13.284033 | 10169800180003 | Ladda upp en bild av detta fornminne |
| Hällstad 18:4                   | Stensättning                |              | Hällstad, Västergötland |       | 57.872651, 13.284244 | 10169800180004 | Ladda upp en bild av detta fornminne |
| Hällstad 21:1                   | Stensättning                |              | Hällstad, Västergötland |       | 57.869503, 13.286916 | 10169800210001 | Ladda upp en bild av detta fornminne |
| Hällstad 26:1                   | Stensättning                |              | Hällstad, Västergötland |       | 57.875808, 13.305331 | 10169800260001 | Ladda upp en bild av detta fornminne |
| Hällstad 26:2                   | Stensättning                |              | Hällstad, Västergötland |       | 57.875754, 13.305029 | 10169800260002 | Ladda upp en bild av detta fornminne |
| Hällstad 27:1                   | Gravfält                    |              | Hällstad, Västergötland |       | 57.874837, 13.314209 | 10169800270001 | Ladda upp en bild av detta fornminne |
| Hällstad 28:1                   | Röse                        |              | Hällstad, Västergötland |       | 57.872265, 13.322691 | 10169800280001 | Ladda upp en bild av detta fornminne |
| Hällstad 29:1                   | Stensättning                |              | Hällstad, Västergötland |       | 57.869756, 13.322298 | 10169800290001 | Ladda upp en bild av detta fornminne |
| Hällstad 30:1                   | Hällristning                |              | Hällstad, Västergötland |       | 57.869008, 13.322395 | 10169800300001 | Ladda upp en bild av detta fornminne |
| Hällstad 30:2                   | Hällristning                |              | Hällstad, Västergötland |       | 57.869189, 13.322370 | 10169800300002 | Ladda upp en bild av detta fornminne |
| Hällstad 31:1                   | Stensättning                |              | Hällstad, Västergötland |       | 57.865164, 13.317071 | 10169800310001 | Ladda upp en bild av detta fornminne |
| Hällstad 32:1                   | Stensättning                |              | Hällstad, Västergötland |       | 57.863775, 13.315937 | 10169800320001 | Ladda upp en bild av detta fornminne |
| Hällstad 33:1                   | Röse                        |              | Hällstad, Västergötland |       | 57.866557, 13.333132 | 10169800330001 | Ladda upp en bild av detta fornminne |
| Hällstad 36:1                   | Stensättning                |              | Hällstad, Västergötland |       | 57.869254, 13.329997 | 10169800360001 | Ladda upp en bild av detta fornminne |
| Hällstad 37:1                   | Stenkrets                   |              | Hällstad, Västergötland |       | 57.873655, 13.313430 | 10169800370001 | Ladda upp en bild av detta fornminne |
| Hällstad 37:2                   | Röse                        |              | Hällstad, Västergötland |       | 57.873839, 13.313506 | 10169800370002 | Ladda upp en bild av detta fornminne |
| Hällstad 40:1                   | Stensättning                |              | Hällstad, Västergötland |       | 57.878264, 13.308685 | 10169800400001 | Ladda upp en bild av detta fornminne |
| Hällstad 40:2                   | Stensättning                |              | Hällstad, Västergötland |       | 57.877806, 13.308589 | 10169800400002 | Ladda upp en bild av detta fornminne |
| Hällstad 40:3                   | Stensättning                |              | Hällstad, Västergötland |       | 57.877992, 13.307571 | 10169800400003 | Ladda upp en bild av detta fornminne |
| Hällstad 40:4                   | Hög                         |              | Hällstad, Västergötland |       | 57.878287, 13.307971 | 10169800400004 | Ladda upp en bild av detta fornminne |
| Hällstad 41:1                   | Stensättning                |              | Hällstad, Västergötland |       | 57.878938, 13.311316 | 10169800410001 | Ladda upp en bild av detta fornminne |
| Hällstad 42:1                   | Stensättning                |              | Hällstad, Västergötland |       | 57.881747, 13.307810 | 10169800420001 | Ladda upp en bild av detta fornminne |
| Hällstad 44:1                   | Stensättning                |              | Hällstad, Västergötland |       | 57.881970, 13.309342 | 10169800440001 | Ladda upp en bild av detta fornminne |
| Hällstad 45:1                   | Stensättning                |              | Hällstad, Västergötland |       | 57.882607, 13.315297 | 10169800450001 | Ladda upp en bild av detta fornminne |
| Hällstad 45:2                   | Stensättning                |              | Hällstad, Västergötland |       | 57.882153, 13.315114 | 10169800450002 | Ladda upp en bild av detta fornminne |
| Hällstad 45:3                   | Stensättning                |              | Hällstad, Västergötland |       | 57.882006, 13.315562 | 10169800450003 | Ladda upp en bild av detta fornminne |
| Hällstad 46:1                   | Hällristning                |              | Hällstad, Västergötland |       | 57.880677, 13.314973 | 10169800460001 | Ladda upp en bild av detta fornminne |
| Hällstad 47:1                   | Stensättning                |              | Hällstad, Västergötland |       | 57.880524, 13.308831 | 10169800470001 | Ladda upp en bild av detta fornminne |
| Hällstad 48:1                   | Röse                        |              | Hällstad, Västergötland |       | 57.880236, 13.306398 | 10169800480001 | Ladda upp en bild av detta fornminne |
| Hällstad 48:2                   | Stensättning                |              | Hällstad, Västergötland |       | 57.880040, 13.305427 | 10169800480002 | Ladda upp en bild av detta fornminne |
| Hällstad 49:1                   | Stensättning                |              | Hällstad, Västergötland |       | 57.885179, 13.319841 | 10169800490001 | Ladda upp en bild av detta fornminne |
| Hällstad 50:1                   | Stensättning                |              | Hällstad, Västergötland |       | 57.892519, 13.315695 | 10169800500001 | Ladda upp en bild av detta fornminne |
| Hällstad 51:1                   | Gravfält                    |              | Hällstad, Västergötland |       | 57.881606, 13.311678 | 10169800510001 | Ladda upp en bild av detta fornminne |
| Prinsessegraven (Hällstad 52:1) | Stenkammargrav              |              | Hällstad, Västergötland |       | 57.882132, 13.332887 | 10169800520001 | Ladda upp en bild av detta fornminne |
| Hällstad 53:1                   | Stensättning                |              | Hällstad, Västergötland |       | 57.883877, 13.342349 | 10169800530001 | Ladda upp en bild av detta fornminne |
| Hällstad 54:1                   | Stensättning                |              | Hällstad, Västergötland |       | 57.889421, 13.335919 | 10169800540001 | Ladda upp en bild av detta fornminne |
| Hällstad 57:1                   | Hällristning                |              | Hällstad, Västergötland |       | 57.898484, 13.308731 | 10169800570001 | Ladda upp en bild av detta fornminne |
| Hällstad 58:1                   | Stensättning                |              | Hällstad, Västergötland |       | 57.897523, 13.314434 | 10169800580001 | Ladda upp en bild av detta fornminne |
| Hällstad 58:2                   | Stensättning                |              | Hällstad, Västergötland |       | 57.897317, 13.314691 | 10169800580002 | Ladda upp en bild av detta fornminne |
| Hällstad 62:1                   | Stensättning                |              | Hällstad, Västergötland |       | 57.900658, 13.343795 | 10169800620001 | Ladda upp en bild av detta fornminne |
| Hällstad 62:2                   | Stensättning                |              | Hällstad, Västergötland |       | 57.900793, 13.343675 | 10169800620002 | Ladda upp en bild av detta fornminne |
| Spånga högar (Hällstad 64:1)    | Gravfält                    |              | Hällstad, Västergötland |       | 57.902828, 13.336245 | 10169800640001 | Ladda upp en bild av detta fornminne |
| Hällstad 65:1                   | Gravfält                    |              | Hällstad, Västergötland |       | 57.897241, 13.341909 | 10169800650001 | Ladda upp en bild av detta fornminne |
| Röregärde (Hällstad 66:1)       | Röse                        |              | Hällstad, Västergötland |       | 57.895376, 13.341241 | 10169800660001 | Ladda upp en bild av detta fornminne |
| Hällstad 67:1                   | Röse                        |              | Hällstad, Västergötland |       | 57.895327, 13.343006 | 10169800670001 | Ladda upp en bild av detta fornminne |
| Hällstad 67:2                   | Stensättning                |              | Hällstad, Västergötland |       | 57.895188, 13.342819 | 10169800670002 | Ladda upp en bild av detta fornminne |
| Hällstad 67:3                   | Hällristning                |              | Hällstad, Västergötland |       | 57.895052, 13.342831 | 10169800670003 | Ladda upp en bild av detta fornminne |
| Hällstad 67:5                   | Stensättning                |              | Hällstad, Västergötland |       | 57.895438, 13.343186 | 10169800670005 | Ladda upp en bild av detta fornminne |
| Tingsten (Hällstad 73:1)        | Hällristning                |              | Hällstad, Västergötland |       | 57.918496, 13.355782 | 10169800730001 | Ladda upp en bild av detta fornminne |
| Hällstad 75:1                   | Gravfält                    |              | Hällstad, Västergötland |       | 57.916353, 13.361060 | 10169800750001 | Ladda upp en bild av detta fornminne |
| Hällstad 76:1                   | Röse                        |              | Hällstad, Västergötland |       | 57.914679, 13.356170 | 10169800760001 | Ladda upp en bild av detta fornminne |
| Smedjekumlet (Hällstad 77:1)    | Röse                        |              | Hällstad, Västergötland |       | 57.910528, 13.356165 | 10169800770001 | Ladda upp en bild av detta fornminne |
| Hällstad 78:1                   | Gravfält                    |              | Hällstad, Västergötland |       | 57.906162, 13.354618 | 10169800780001 | Ladda upp en bild av detta fornminne |
| Hällstad 79:1                   | Röse                        |              | Hällstad, Västergötland |       | 57.901859, 13.349626 | 10169800790001 | Ladda upp en bild av detta fornminne |
| Hällstad 80:1                   | Stensättning                |              | Hällstad, Västergötland |       | 57.900590, 13.358264 | 10169800800001 | Ladda upp en bild av detta fornminne |
| Hällstad 81:1                   | Gravfält                    |              | Hällstad, Västergötland |       | 57.902922, 13.359342 | 10169800810001 | Ladda upp en bild av detta fornminne |
| Hällstad 82:1                   | Stensättning                |              | Hällstad, Västergötland |       | 57.903167, 13.366774 | 10169800820001 | Ladda upp en bild av detta fornminne |
| Hällstad 82:2                   | Stensättning                |              | Hällstad, Västergötland |       | 57.903033, 13.365969 | 10169800820002 | Ladda upp en bild av detta fornminne |
| Ättestupan (Hällstad 83:1)      | Grav markerad av sten/block |              | Hällstad, Västergötland |       | 57.911444, 13.365826 | 10169800830001 | Ladda upp en bild av detta fornminne |
| Hällstad 84:1                   | Stensättning                |              | Hällstad, Västergötland |       | 57.906267, 13.324096 | 10169800840001 | Ladda upp en bild av detta fornminne |
| Hällstad 84:2                   | Stensättning                |              | Hällstad, Västergötland |       | 57.906310, 13.323734 | 10169800840002 | Ladda upp en bild av detta fornminne |
| Hällstad 85:1                   | Stensättning                |              | Hällstad, Västergötland |       | 57.909664, 13.329395 | 10169800850001 | Ladda upp en bild av detta fornminne |
| Högarör (Hällstad 86:1)         | Stensättning                |              | Hällstad, Västergötland |       | 57.909633, 13.327176 | 10169800860001 | Ladda upp en bild av detta fornminne |
| Högarör (Hällstad 86:2)         | Stensättning                |              | Hällstad, Västergötland |       | 57.909635, 13.326978 | 10169800860002 | Ladda upp en bild av detta fornminne |
| Högarör (Hällstad 86:3)         | Stensättning                |              | Hällstad, Västergötland |       | 57.909698, 13.327495 | 10169800860003 | Ladda upp en bild av detta fornminne |
| Hällstad 87:1                   | Stensättning                |              | Hällstad, Västergötland |       | 57.913531, 13.324692 | 10169800870001 | Ladda upp en bild av detta fornminne |
| Hällstad 87:2                   | Stensättning                |              | Hällstad, Västergötland |       | 57.913785, 13.324872 | 10169800870002 | Ladda upp en bild av detta fornminne |
| Hällstad 88:1                   | Röse                        |              | Hällstad, Västergötland |       | 57.910501, 13.341261 | 10169800880001 | Ladda upp en bild av detta fornminne |
| Hällstad 89:1                   | Stensättning                |              | Hällstad, Västergötland |       | 57.907245, 13.341575 | 10169800890001 | Ladda upp en bild av detta fornminne |
| Hällstad 90:1                   | Grav markerad av sten/block |              | Hällstad, Västergötland |       | 57.899212, 13.375637 | 10169800900001 | Ladda upp en bild av detta fornminne |
| Hällstad 90:2                   | Grav markerad av sten/block |              | Hällstad, Västergötland |       | 57.899286, 13.375583 | 10169800900002 | Ladda upp en bild av detta fornminne |
| Hällstad 91:1                   | Stensättning                |              | Hällstad, Västergötland |       | 57.902892, 13.360734 | 10169800910001 | Ladda upp en bild av detta fornminne |
| Hällstad 92:1                   | Hällristning                |              | Hällstad, Västergötland |       | 57.880018, 13.327508 | 10169800920001 | Ladda upp en bild av detta fornminne |
| Hällstad 93:1                   | Hällristning                |              | Hällstad, Västergötland |       | 57.894589, 13.320748 | 10169800930001 | Ladda upp en bild av detta fornminne |
| Hällstad 133:1                  | Stensättning                |              | Hällstad, Västergötland |       | 57.887147, 13.333027 | 10169801330001 | Ladda upp en bild av detta fornminne |
| Hällstad 133:2                  | Stensättning                |              | Hällstad, Västergötland |       | 57.886897, 13.332792 | 10169801330002 | Ladda upp en bild av detta fornminne |
| Hällstad 133:3                  | Stensättning                |              | Hällstad, Västergötland |       | 57.886777, 13.332752 | 10169801330003 | Ladda upp en bild av detta fornminne |
| Hällstad 133:4                  | Stensättning                |              | Hällstad, Västergötland |       | 57.886663, 13.332546 | 10169801330004 | Ladda upp en bild av detta fornminne |
| Hällstad 153:1                  | Stensättning                |              | Hällstad, Västergötland |       | 57.883965, 13.266004 | 10169801530001 | Ladda upp en bild av detta fornminne |
| Hällstad 153:2                  | Grav markerad av sten/block |              | Hällstad, Västergötland |       | 57.884002, 13.266167 | 10169801530002 | Ladda upp en bild av detta fornminne |
| Hällstad 154:1                  | Stensättning                |              | Hällstad, Västergötland |       | 57.884554, 13.254296 | 10169801540001 | Ladda upp en bild av detta fornminne |
| Hällstad 154:2                  | Stenkrets                   |              | Hällstad, Västergötland |       | 57.884633, 13.254423 | 10169801540002 | Ladda upp en bild av detta fornminne |